# Zemětřesení u Venezuely 2018
K zemětřesení u Venezuely v roce 2018 došlo v úterý 21. srpna v 17:31:42 místního času (23:31:42 SELČ) a magnitudo dosáhlo síly 7,3 stupně Richterovy stupnice (zpočátku odhadováno na 6,8). Epicentrum se nacházelo 5 km severně od pobřeží Venezuely v Karibském moři, zhruba 425 km od hlavního města Caracas. Hypocentrum leželo 123,2 km pod mořským dnem, takže se jednalo o středně hluboké zemětřesení. Ačkoliv vlna tsunami nevznikla, vydalo 'Pacifické varovné centrum před tsunami' (PTWC) varování před potencionálním vlnobitím. 

## Popis
Sever Venezuely leží na rozhraní karibské a jihoamerické tektonické desky. Společnou interakcí vytváří tzv. transformní zlom, což znamená, že pohyb těchto desek je horizontální. Směr karibské desky je na východ, kdežto jihoamerická se pohybuje na západ. Rychlost pohybu je zhruba 20 mm za rok.  
U epicentra (města Yaguaraparo a El Pilar) dosáhla síla na Mercalliho stupnici hodnoty VII, tedy 'velmi silné'. Otřesy byly cítit i v Kolumbii, Guyaně a na ostrovních státech Trinidad a Tobago, Grenadě, Svatý Vincenc a Grenadiny, Dominice a Svaté Lucii.
Druhý den v 9:27 místního času otřásl oblastí následný dotřes, dosahujíc 5,8 stupňů Richterovy stupnice.

### Důsledky
V Caracasu, kde vypukla značná panika, otřesy poškodily nedostavěný mrakodrap Centro Financiero Confinanzas, z něhož se zřítila část betonové konstrukce a musela se uzavřít přilehlá ulice. Následně se zjistilo, že se 190 metrová stavba značně naklonila na stranu. Mezitím v Cumaná se zřítil v nákupním centru eskalátor, jenž zranil několik lidí a v kolumbijské Bogotě muselo hlavní letiště zastavit provoz, aby se zkontrolovalo případné poškození přistávacích drah. 

### Další zemětřesení ve Venezuele
| Rok  | datum        | Síla | Počet obětí   |
| ---- | ------------ | ---- | ------------- |
| 1641 | 11. června   | 6,5  | 300-500       |
| 1812 | 26. března   | 7,7  | 15 000-20 000 |
| 1875 | 18. května   | 7,5  | 10 000        |
| 1894 | 28. dubna    | 7,0  | 319           |
| 1967 | 29. července | 6,5  | 240           |
| 1997 | 9. července  | 6,9  | 81            |
| 2009 | 12. září     | 6,3  | 0             |
| 2010 | 15. ledna    | 5,6  | 0             |

## Galerie

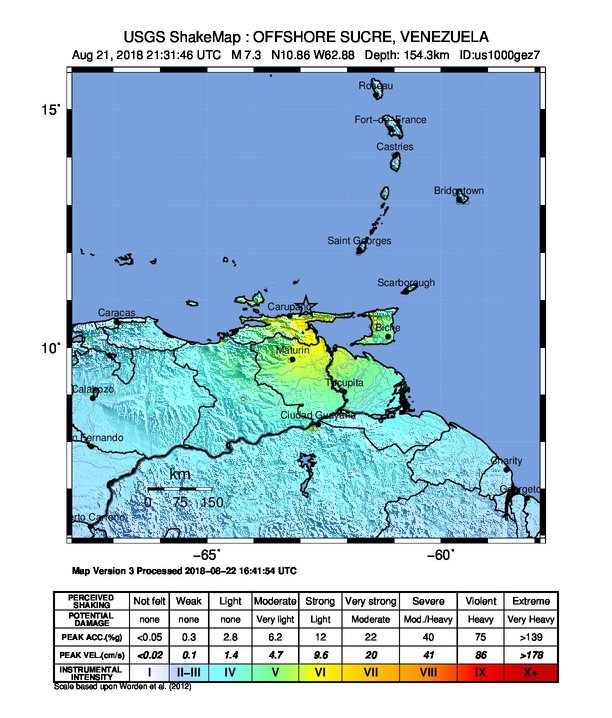
Mapa otřesů.
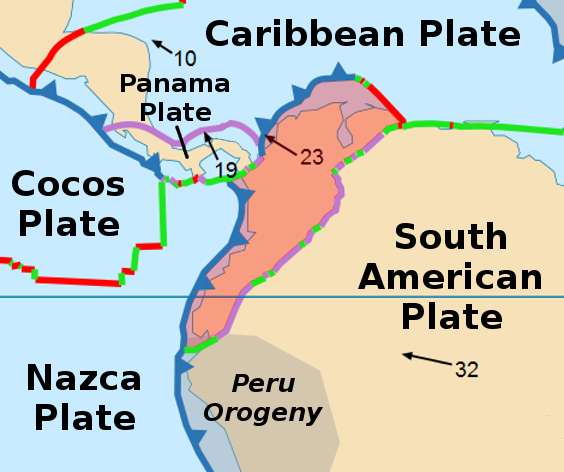
Transformní zlom představuje zelená linie vpravo.
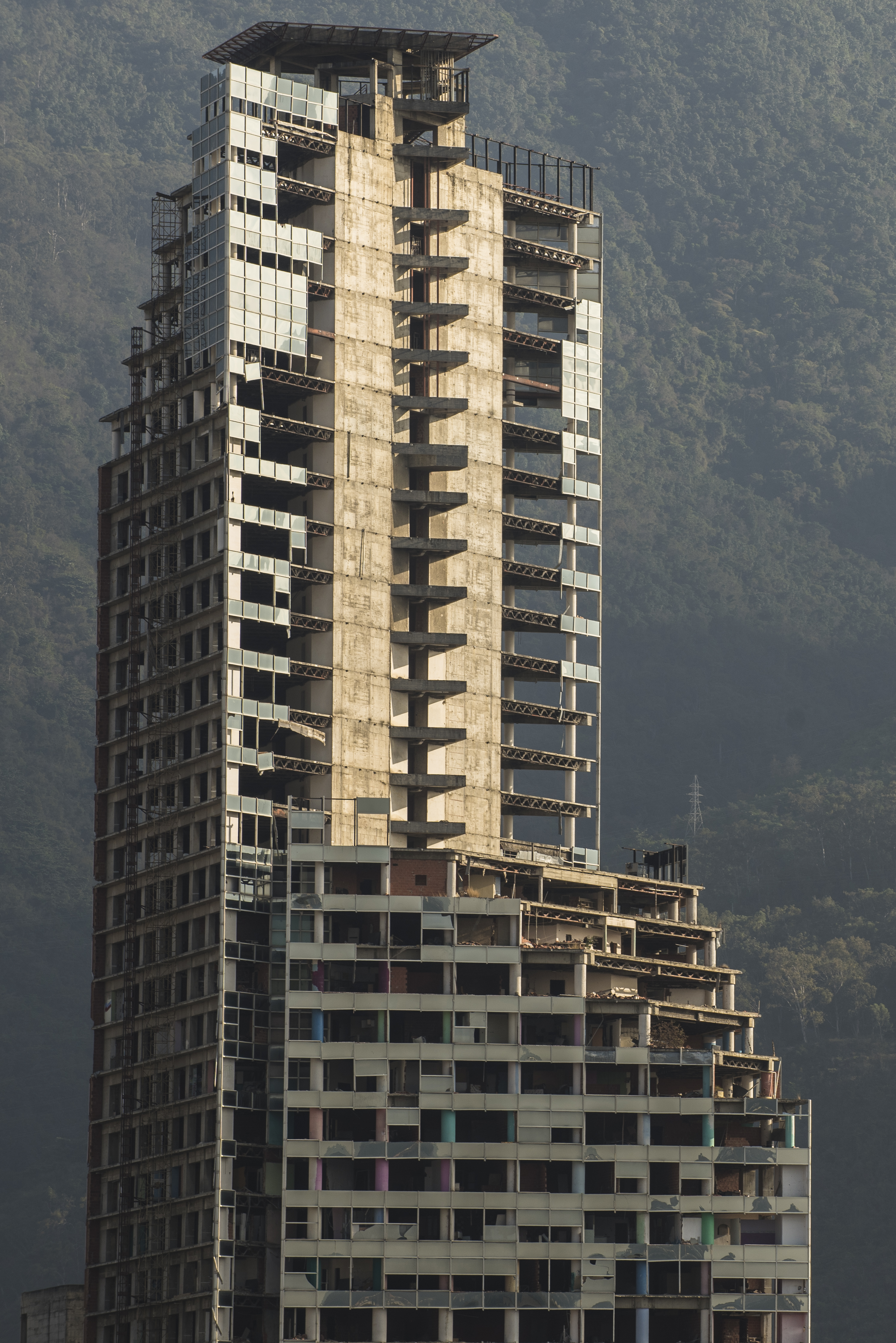
Nedostavěný mrakodrap v Caracasu.